# 日本ジャーナル出版
日本ジャーナル出版（にほんジャーナルしゅっぱん、Nihon Journal Publishing Inc.）は、東京都千代田区に本社を置く出版社。
『週刊実話』の発行元として知られる。

## 沿革
- 1958年9月 - 『週刊実話』創刊
- 1967年5月 - 株式会社日本ジャーナルプレス新社設立
- 1978年6月 - 株式会社日本ジャーナル出版に社名変更
- 2007年5月 - 『週刊実話』創刊50周年および企業の創立40周年

## 主な刊行物
- 週刊実話
- 週刊実話ザ・タブー